# Rolls-Royce Trent 800
El Rolls-Royce Trent 800 es un motor turbofán, desarrollado del RB.211 y es uno de los motores de la familia Trent.

## Diseño y desarrollo
A finales de los ochenta, Boeing estaba investigando un desarrollo más grande de su modelo 767 denominado como el 767X, para el que Rolls-Royce propuso el Trent 760. En 1990 Boeing abandonó sus planes de crear el 767X y en su lugar decidió presentar una nueva y más grande familia de aviones designada como 777 con un empuje necesario de 80.000 lbf o más. El diámetro de fan del Trent 700 de 2,47 m no era lo suficientemente grande como para cumplir los requisitos, así que Rolls propuso una nueva versión con un diámetro de fan de 2.80 m, designado Trent 800. Rolls confió en Kawasaki Heavy Industries y Ishikawajima-Harima Heavy Industries como inversores de riesgo quienes poseían un 11 por ciento de manera conjunta en participación en los programas Trent 700 y 800.
Las pruebas del Trent 800 comenzaron en septiembre de 1993, y obtuvo la certificación en enero de 1995.
El primer Boeing 777 con motores Trent 800 voló en mayo de 1995, y entró en servicio con Cathay Pacific en abril de 1996. La aprobación ETOPS 180 minutos fue otorgada por la FAA el 10 de octubre de 1996.
Inicialmente Rolls-Royce tuvo serias dificultades para vender el motor: British Airways, tradicional cliente de Rolls-Royce, ejecutó un gran pedido por los motores de la competencia General Electric GE90. El punto de inflexión llegó cuando la compañía obtuvo pedidos de Singapore Airlines, anteriormente un cliente fiel a Pratt & Whitney, para sus 34 Boeing 777; esta fue seguida enseguida por los grandes pedidos de aerolíneas de Norteamérica como American Airlines y Delta Air Lines para sus flotas de 777. British Airways anunció en septiembre de 1998 que regresaría a Rolls-Royce para su segunda tanda de 777, y lo volvió a hacer en abril de 2007. El Trent 800 tiene un 41% de mercado en las variantes de 777 aptas para él.

## Accidentes e incidentes
El 17 de enero de 2008, un British Airways Boeing 777-236ER, que operaba como BA038 de Pekín a Londres, efectuó un aterrizaje de emergencia en Heathrow después de que ambos motores Trent 800 perdieran potencia durante la aproximación final. La investigación posterior descubrió que la causa fue un acúmulo de hielo del tanque de combustible impidiendo el flujo de combustible a los motores. Rolls-Royce está desarrollando una modificación para prevenir la ocurrencia del problema.

## Aplicaciones
La familia de motores Trent 800 motoriza el Boeing 777. Está disponible para las variantes 777-200, 777-200ER, y 777-300, con empujes que van de 75.000 a 95.000 lbf. El motor es uno de los más ligeros en su clase; un Boeing 777 con motores Trent pesa hasta 3,6 toneladas menos que los motorizados por General Electric y Pratt & Whitney.

## Especificaciones (Trent 800)
- tipo = motor turbofán de tres engranajes de alta conducción (6,2-5,7).
- diámetro = 2,79 m
- compresor = compresor de presión intermedia de ocho etapas, compresor de alta presión de seis etapas.
- combustión = carburador anular simple con 24 inyectores de combustible.
- turbina = turbina de una sola etapa de presión alta, turbina de una sola etapa de presión intermedia, turbina de cinco etapas de presión intermedia.